# Niccolò di Pietro Gerini
Ne doit pas être confondu avec Nicolò di Pietro.
Pour les articles homonymes, voir Di Pietro.

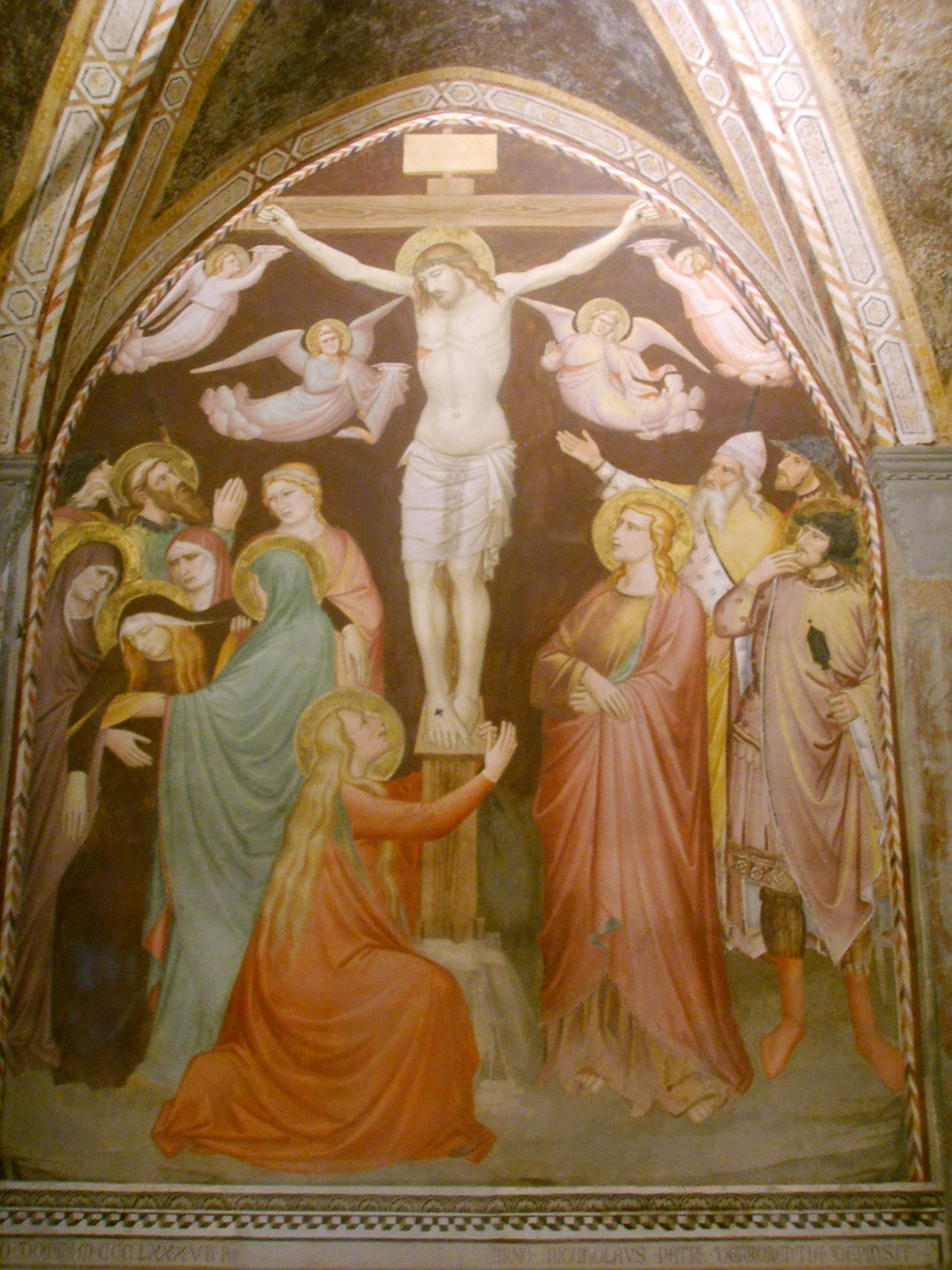
Crucifixion, salle capitulaire de l'église Santa Felicita, Florence.

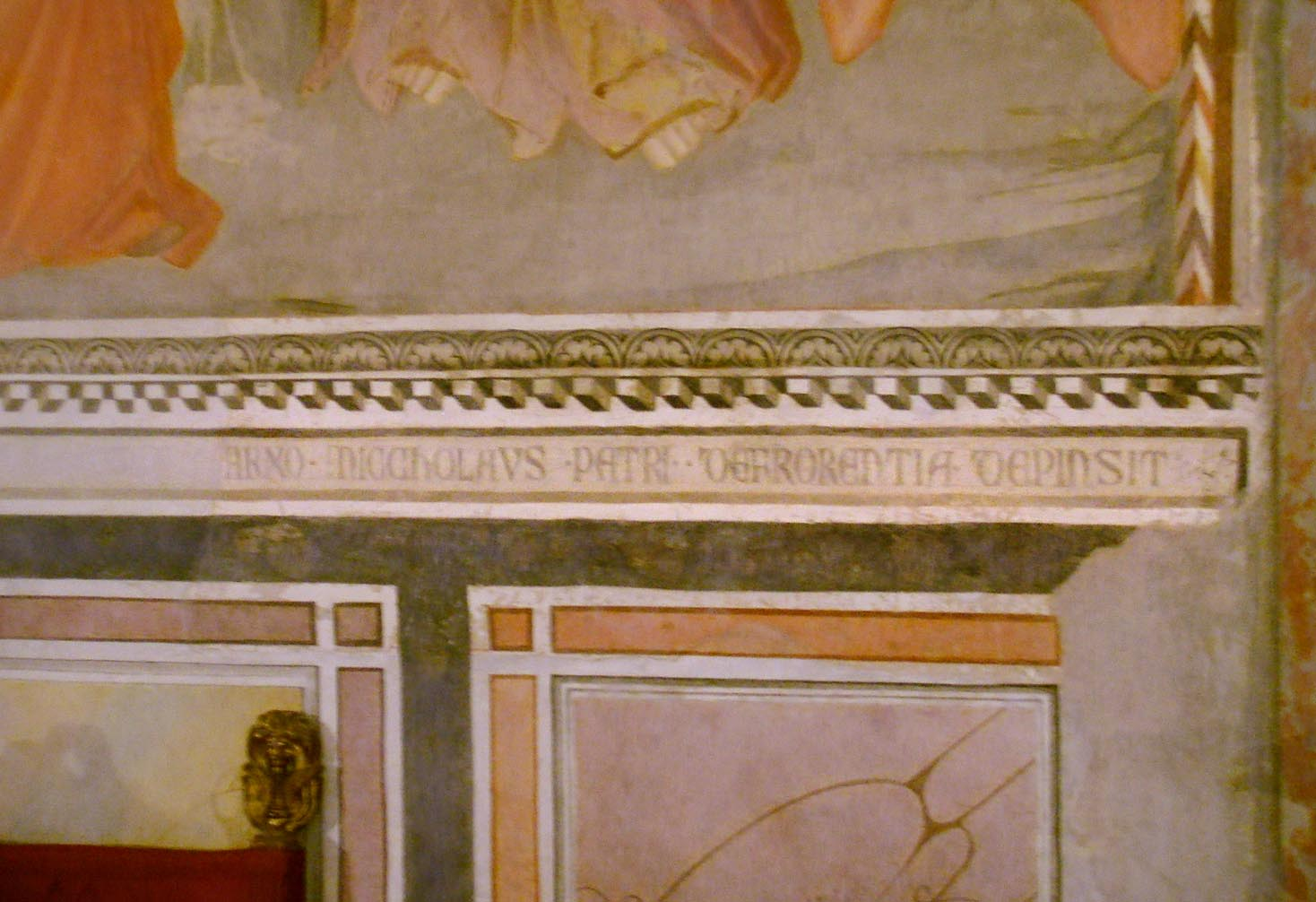
Signature de Niccolò Gerini, sur la Crucifixion.

Niccolò di Pietro Gerini (v. 1368-Florence, v. 1415) est un peintre italien important de l'école florentine de la période gothique tardive, fortement imprégné du style de Giotto di Bondone, dans la tradition d'Andrea Orcagna et de Taddeo Gaddi. 
Il fut actif principalement dans sa Florence natale, bien qu'il ait également réalisé des commandes à Pise et Prato. Il n'était pas un peintre novateur mais s'appuyait sur des compositions traditionnelles dans lesquelles il plaçait ses personnages dans un mouvement raide et dramatique. 

## Biographie

### Jeunesse et famille
Son père, Pietro Geri, est enregistré comme membre de la Guilde de Saint-Luc en 1339. En 1368, Niccolò Dipintore est identifié comme membre de la Corporations d'arts et métiers médiévales de Florence (Guilde des médecins et des apothicaires, qui comprenait des peintres jusqu'en 1378). Niccolo travaille principalement à Florence, bien qu'il réalise également réalisé des commandes à Rome au Vatican, ainsi qu'à Pise et Prato.
Un autre artiste important, Lorenzo di Niccolò di Martino, se forme dans l'atelier de Niccolò di Pietro Gerini et ensuite collabore avec lui, mais n'est pas son fils comme on le dit parfois à tort. Gerini a eu un fils nommé Bindo di Niccolo di Pietro Gerini, né en 1363, qui a été enregistré comme membre de la Guilde de Saint Luc en 1408.

### Carrière

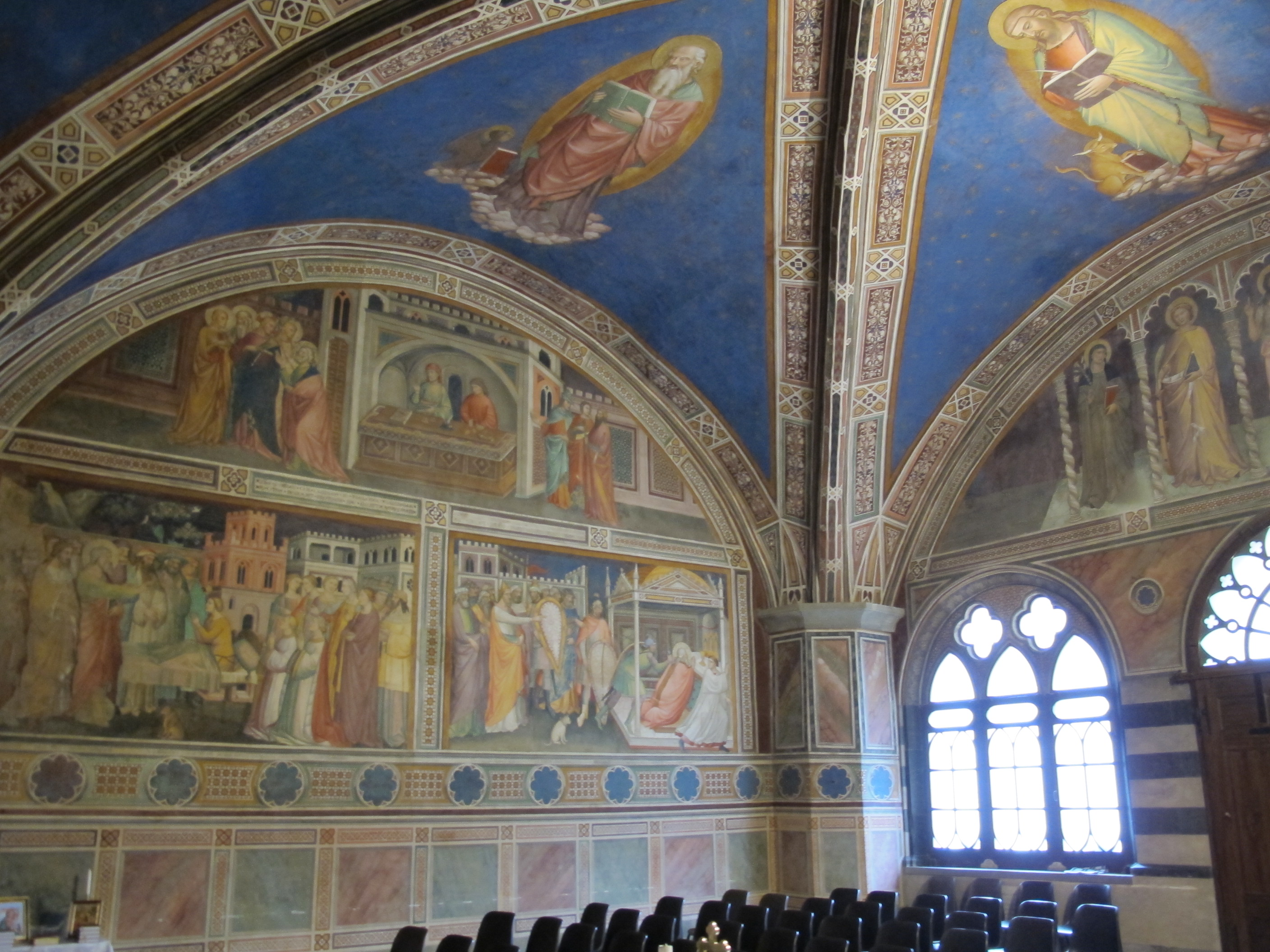
Chapelle migliorati, église San Francesco, Prato.

Gerini représente l'école de Giotto di Bondone, dans la lignée d'Andrea Orcagna et de Taddeo Gaddi. Typique des représentations gothiques, les personnages de Gerini ont de grands mentons, des fronts inclinés et des nez pointus, tandis que leurs corps sont trapus et déplacés frontalement.
Gerini est enregistré comme collaborant avec Jacopo di Cione sur des fresques pour la salle de la Guilde des juges et des notaires à Florence en 1366. Il est le Niccolaio Dipintore qui a travaillé avec Jacopo di Cione sur le retable du Couronnement de la Vierge, aujourd'hui à la National Gallery de Londres, commandé par la famille Albizzi (Toscane) pour l'église San Pier Maggiore de Florence en 1370. Il est payé 12 florins d'or pour la conception du retable en novembre de la même année. En plus de celui-ci, il conçoit le dais du trône élaboré, tandis que Jacopo di Cione produit la pièce.
Il collabore avec Jacopo di Cione à un second Couronnement de la Vierge (Académie des beaux-arts de Florence) en 1372, commandé par la Monnaie de Florence Zecca Vecchia la même année. En 1383, Gerini travaille à nouveau avec Cione sur une fresque de l'Annonciation au palais des Prieurs (Volterra). Cette fresque montre clairement le travail de deux artistes très différents : Niccolò di Pietro Gerini au dessin et à la peinture très fine, et Jacopo di Cione aux saints largement peints.
Il peint dans la sacristie de la basilique Santa Croce de Florence des Scènes de la vie de Christ (1380 environ). En 1386, Niccolò peint à fresque la façade de la Loggia del Bigallo à Florence, ainsi que la basilique Saint-Ambroise de Milan et exécute une Crucifixion dans l'église Santa Felicita de Florence.
Entre 1391 et 1392, il travaille à Prato où il peint les fresques du Palazzo Datini et celles de l'église San Francesco  avec son fils Lorenzo di Niccolò Gerini, Agnolo Gaddi et son élève Lorenzo di Niccolò di Martino. Il réalise ensuite celles de la salle capitulaire de la Cappella Migliorati de l'église San Francesco de Pise.
En 1397, il peint le Baptême des saints Pierre et Paul, maintenant à la National Gallery de Londres.

## Œuvres
Beaucoup de ses œuvres qui ont couvert bon nombre d'églises de Florence et de la région n'ont été retrouvées qu'au XXe siècle.
- Vierge d'humilité avec huit anges, le Christ bénissant au-dessus, Musée du Petit Palais (Avignon)[4]
- Vierge et l'Enfant, Fitzwilliam Museum Université de Cambridge[5]
- La Crucifixion avec la Vierge Marie et saint Jean, Musée de l'Ermitage, St Petersbourg[6] , [7]
- Baptême du Christ entouré de saint Pierre et de saint Paul (1387)[8] et Adoration des bergers[9], National Gallery, Londres.
- Le Christ au tombeau et la Vierge[10], Quatre Martyrs fouettés[11], Philadelphia Museum of Art
- Saint Antoine et saint Pierre, Norton Simon Museum Pasadena[12]
- Le Calvaire (1390), Rijksmuseum Amsterdam[13]
- Retable de San Pier Maggiore : Le Couronnement de la Vierge entourée de saints en adoration, (panneau central 206 × 114 cm), de 1370-1371 à la National Gallery de Londres, attribué à Jacopo di Cione est probablement un travail à trois mains avec Niccolò di Pietro Gerini. Il fut démembré au XVIIIe siècle[14].
- Scènes de la vie de Christ (1380 env.), basilique Santa Croce, Florence.
- Fresques du palais Datini, Prato
- Fresques de la salle capitulaire de la Cappella Migliorati, église San Francesco, Prato
- Fresques de la salle capitulaire, église San Francesco, Pise
- Fresques de la Loggia del Bigallo (1386), Florence.
- Le Couronnement de la Vierge (vers 1395), musée des beaux-arts de Montréal, Québec
- Crucifixion, salle capitulaire de l'église Santa Felicita de Florence.
- Vierge à l'Enfant, anges musiciens et le donateur Vulciano Belgarzone de Zara, 1394, Gallerie dell'Accademia de Venise[15]
- Vierge à l'Enfant en majesté et six saints (1395-1400), Palazzo dell'arte della seta (ou  Bernardo Daddi ?)
- La Trinité, musée des Beaux-Arts de Lyon, inv. no H 652
- Christ aux outrages (vers.1395), tempera et or sur toile, 97,4 × 55,2 cm, -   La Trinité avec la Vierge et quatre anges agenouillés, tempera et or sur panneau, vers 1380-1385, 97,46 × 55,25 cm,collection Alana[16]
- Christ aux outrages, vers 1395, tempera et or sur toile, 97,4 × 55,2 cm, collection Alana 2012[17].
- Trinité (1400-1410), Pinacothèque capitoline. Cette œuvre a été peinte pour le marchand Francesco Datini, de Prato, représenté en bas avec sa femme, et reconnaissable à son blason. La différence de proportion, évidente, manifeste l'humilité des personnages par rapport aux divinités[18].